# LOHACO
LOHACO（ロハコ）は、アスクルがLINEヤフー（Yahoo! JAPAN）の協力により運営するインターネット通販サイト。由来はLots of Happy Communities。

## 概要
2012年10月15日、アスクル（旧・アスマル事業）はアスマルを完全子会社化し、ヤフー株式会社の協力により個人向け日用品通販サイト「LOHACO」を開始した。同サイトはティッシュ、米、ミネラルウォーター、ベビー用品など、重くかさばる日用品を中心に18万点を超える商品を提供しており、「日常使いの第2世代EC No.1」という目標を掲げている。
法人向けサービスの実績を活かし、味の素、味の素AGF、花王カスタマーマーケティング、カルビー、コカ・コーラ カスタマーマーケティング、スリーエム ジャパン、大王製紙、日清食品、ネスレ日本、プロクター・アンド・ギャンブル・ジャパン、ユニリーバ・ジャパン、ライオンなどの大企業との直接取引、仕入を行っている。
売上は初年度（2013年5月期）の目標を180億円としていたところ、実績は約21億円と大幅に下回ったものの、2年目の2014年5月期の実績は121億円と計画対比120%超を達成。2014年4月に累計利用者100万人を突破した。
2023年10月現在、直営サイトの「LOHACO by ASKUL」（本店）に加え、Yahoo!ショッピングにもLOHACOが運営するショップサイト2店舗を出店し、併存している状態だったが、同年11月9日までに前記のショップサイト2店を閉鎖し、本店に事実上一本化させることを発表した。

## 沿革
- 2012年
  - 10月 - ヤフー株式会社の協力のもと、一般消費者向け（BtoC）インターネット通販サービス「LOHACO」（ロハコ）がオープン。スマートフォン向けサービスの提供を開始。
  - 12月 - PCサイトオープンでサービスを本格スタート。
- 2013年
  - 9月 - 9月20日より、沖縄県（沖縄本島）でのサービス開始。
  - 12月 - 医薬品専門店の「ロハコドラッグ」オープン。
- 2014年
  - 4月 - サービス開始から半年で利用者累計100万人突破。
  - 6月 - 医薬品専門店の「ロハコドラッグ」、第1類医薬品の販売開始。
- 2023年
  - 10月23日 - 本店（LOHACO by ASKUL）をYahoo!ショッピング店にリニューアル予定。
  - 11月9日 - Yahoo!ショッピングに出店している分店2店舗（LOHACO Yahoo!店・LOHACO お取り寄せYahoo!店）を閉店予定[4]。

## 販売商品
飲料・食品・日用品・ペット用品・キッチン・食器・インテリア・オフィス・家具・ヘルス・スキンケア・医薬品・ベビー・キッズ・介護用品・文房具・コピー用紙・インクメディア・PCサプライ・家電・AV機器・DIY・プロユースなど多数の商品を扱っている。

## 主な特徴
- Tポイントが使え（実店舗で使えない期間固定ポイントも使える[5]）、配達が早いことを売りにしている。そして税込3,300円以上で基本送料無料を実現している(2021年12月16日現在)。
- 無印良品や成城石井などの商品と、生活に必要な日用品を一緒に購入できる。
- 朝10時までに注文を完了することで最短当日配送を可能としており、当日配送も2つの時間帯から受取時間を可能としている。